# Edcel Greco Lagman

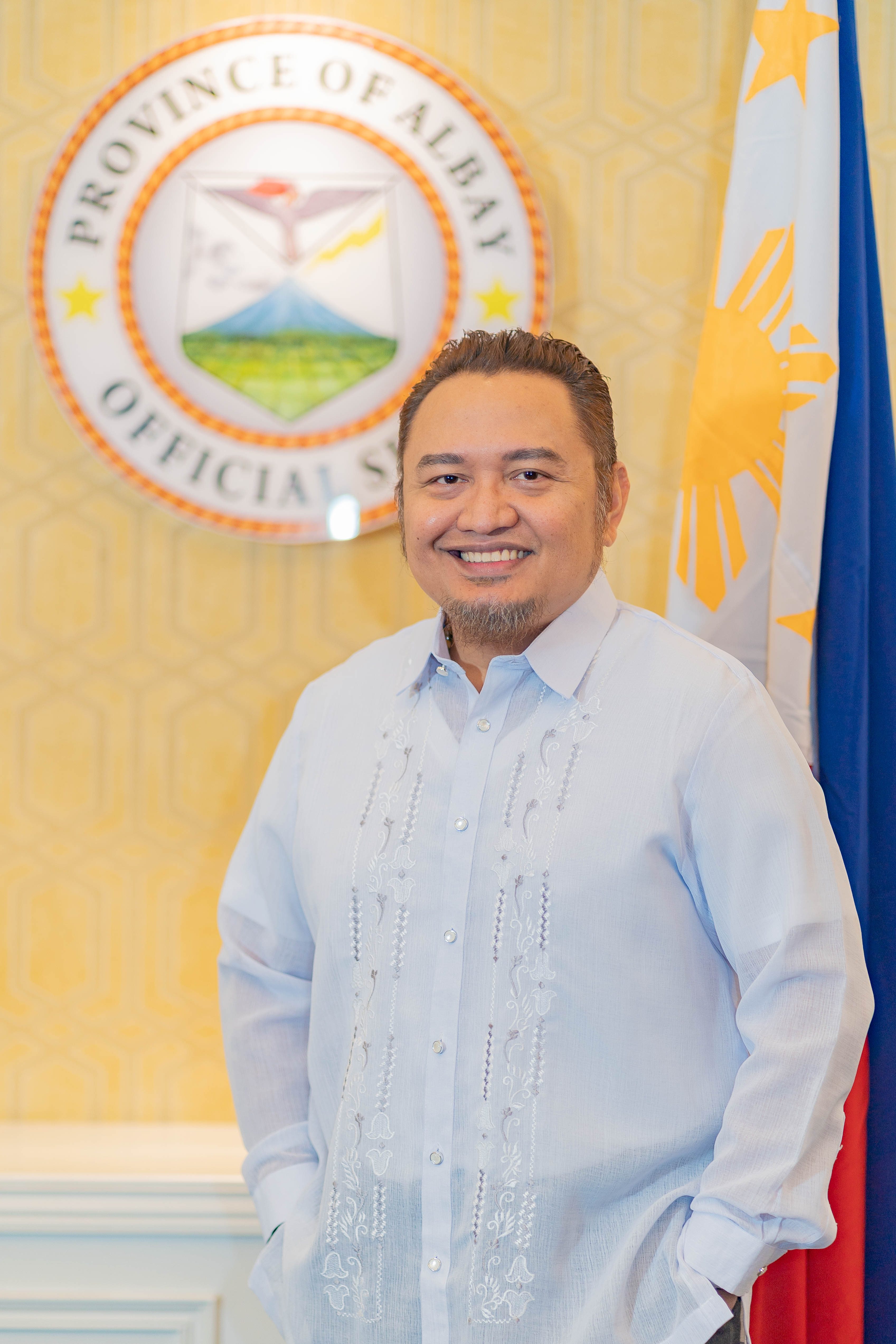
Edcel Greco A. B. Lagman

Edcel Greco Alexandre Burce Lagman (* 24. Juli 1972 in Caloocan, Rizal, Philippinen), auch bekannt als Grex, ist ein philippinischer Rechtsanwalt und Politiker aus der Provinz Albay.
Am 1. Dezember 2022 übernahm er das Amt des Gouverneurs von Albay, nachdem die Wahlkommission (COMELEC) den ehemaligen Gouverneur Noel Rosal disqualifiziert hatte. Zuvor wurde Lagman bereits zweimal, 2019 und 2022, zum Vizegouverneur von Albay gewählt. In beiden Wahlen erhielt er Rekordzahlen an Stimmen für diese Position: 360.013 im Jahr 2019 und 463.879 im Jahr 2022, wie in den Aufzeichnungen der COMELEC-Albay vermerkt.
Des Weiteren wurde Lagman im Jahr 2013 zum Kongressabgeordneten des ersten Distrikts von Albay ins philippinische Repräsentantenhaus gewählt und war stellvertretender Mehrheitsführer im 16. Kongress des Repräsentantenhauses der Philippinen (2013–2016).
Vor seiner Zeit als Mitglied der nationalen Legislative schrieb Lagman auch Geschichte in der Politik von Quezon City. Im Jahr 2004 kandidierte er als erster Neuling für den Stadtrat und gewann das Rennen um das Amt des Stadtrats. Er vertrat den vierten (4.) Bezirk von Quezon City und wurde damit zum dritthöchsten gewählten Beamten in der Stadt, nach Bürgermeister Feliciano Belmonte und Vizebürgermeister Herbert Bautista. Lagman wurde im Jahr 2007 erneut gewählt und im Jahr 2010 erneut zum ersten Stadtrat gewählt.

## Persönliches Leben
Lagman ist das dritte Kind von Edcel Lagman, einem philippinischen Menschenrechtsanwalt und Politiker, sowie Maria Cielo Burce-Lagman. Er hat sechs Geschwister, darunter seine Schwester Cielo Krisel Lagman-Luistro, die aktuelle Bürgermeisterin von Tabaco und ehemalige Kongressabgeordnete.
Er selbst ist verheiratet und hat aus seiner früheren Ehe mit Ivy Xenia P. Lim vier Söhne und eine Tochter. Zudem hat er aus seiner aktuellen Ehe mit Ana Lea B. Celestino-Lagman eine weitere Tochter.

## Ausbildung
Lagman besuchte das San Beda College Alabang, wo er seine Grund- und Sekundarschulausbildung absolvierte. Sowohl in der Grundschule als auch in der High School war er stets ein herausragender Schüler.
Im Jahr 1993 schloss er sein Studium der Politik- und Verhaltenswissenschaften an der University of the Philippines Manila mit einem Bachelor of Arts ab. Von 1990 bis 1992 wurde ihm ein Stipendium für das College gewährt.
Seinen Bachelor of Laws erlangte er von 1993 bis 1996 am San Beda College of Law und von 1997 bis 1999 an der Arellano University School of Law (AUSL). Während seiner Zeit an der AUSL war er Mitglied der Dekanatsliste und der ersten Gruppe der Order of the Flaming Arrows Honor Society. Er schloss sein Studium als Zehnter in einer Klasse von 114 Absolventen ab. Im Jahr 2000 bestand Lagman die philippinischen Anwaltsprüfungen und wurde Mitglied der philippinischen Anwaltskammer.
Zusätzlich absolvierte er einen Masterstudiengang in öffentlicher Verwaltung am National College of Public Administration and Governance der University of the Philippines Diliman. Während dieser Zeit war er ein regelmäßiger Stipendiat der Universität.

## Juristische und pädagogische Laufbahn
Im Jahr 1994 arbeitete Lagman als stellvertretender Pressesprecher in der philippinischen Botschaft in Washington, D.C. Im Jahr 2000 war er als Associate in der Anwaltskanzlei Lagman and Associates Law Offices tätig, die von seinem Vater, dem Kongressabgeordneten Edcel Lagman, und seinem Onkel, Filemon „Ka Popoy“ Lagman, gegründet wurde. Diese Kanzlei widmete sich der kostenlosen Rechtsberatung für Arbeitnehmer und Gewerkschaften.
Im Jahr 2002 wurde er zum Gerichtsanwalt IV am Obersten Gerichtshof der Philippinen ernannt. Seit 2003 ist Lagman Partner der Anwaltskanzlei Lagman Lagman and Mones Law Offices. Vom 1. August 2017 bis zum 15. September 2018 war er als Rechtsberater im Büro des Gouverneurs von Albay tätig.
Lagman hatte zudem eine Lehrposition am National Graduate Office for the Health Sciences der University of the Philippines Manila inne. Von 2009 bis 2011 unterrichtete er nationale und lokale öffentliche Verwaltung sowie politikwissenschaftliche Fächer am Fachbereich für Sozialwissenschaften des College of Arts and Sciences der University of the Philippines Manila.

## Politische Karriere

### Stadtrat für den 4. Bezirk von Quezon City (2004–2012)
Vor seiner Zeit in der nationalen Legislative diente Lagman von 2004 bis 2012 als Stadtrat im vierten Bezirk von Quezon City. In seiner Rolle als Stadtrat spielte er eine wesentliche Rolle bei der Verabschiedung der Verordnung über die Sozialwohnungssteuer in Quezon City im Jahr 2011. Diese Verordnung ermöglichte die Finanzierung aller Bistekville-Wohnprojekte in Quezon City. Darüber hinaus war er der Hauptinitiator der Reproduktionsgesundheitsverordnung von Quezon City im Jahr 2008, die seit 2009 die Mütter- und Kindersterblichkeit in der Stadt reduziert hat.

### Abgeordneter des 1. Bezirks von Albay (2013–2016)
Im Jahr 2013 wurde Lagman zum Abgeordneten des ersten Distrikts von Albay gewählt. Während seiner Zeit im Repräsentantenhaus war er maßgeblich an der Ausarbeitung des Republic Act Nr. 10868 beteiligt, auch bekannt als der Centenarians Act von 2016. Darüber hinaus war Lagman einer der Hauptinitiatoren mehrerer wichtiger Gesetze wie dem R.A. Nr. 10643, dem Gesetz über grafische Gesundheitswarnungen, dem R.A. Nr. 10645, der obligatorischen PhilHealth-Versicherung für Senioren, dem R.A. Nr. 10679, dem Gesetz über Jugendunternehmertum, und dem R.A. Nr. 10648, dem Iskolar ng Bayan Gesetz von 2014.

### Vize-Gouverneur von Albay (2019–2022)
Lagman kandidierte erfolgreich im Jahr 2019 für das Amt des Vize-Gouverneurs von Albay und wurde gewählt. In seiner Rolle als Vizegouverneur übernahm er die Leitung des 13. Sangguniang Panlalawigan von Albay, das Politiken und Programme entwickelte, um die Vision, Mission und Ziele der Provinz Albay umzusetzen. Während seiner Amtszeit als Vizegouverneur war er Autor oder Mitautor mehrerer örtlicher Gesetze, darunter:
- Eine Verordnung zur Schaffung eines aktiven Verkehrssystems und eines Netzwerks von Fahrradwegen und verbesserten Fußgängerwegen, um die Mobilität der Menschen im neuen Normalzustand zu fördern und die erforderlichen Ressourcen dafür bereitzustellen.
- Eine Verordnung zur Einführung des Albay Energy Efficiency and Conservation Act von 2021, um zuverlässige Technologien einzuführen und die erforderlichen Mittel dafür bereitzustellen.
- Die SOGIE-Antidiskriminierungsverordnung von Albay, die Diskriminierung aufgrund der sexuellen Orientierung, Geschlechtsidentität und Geschlechtsausdruck in der Provinz Albay verbietet und Sanktionen dafür vorsieht.

Während seiner Amtszeit als Vizegouverneur bot Lagman den Einwohnern von Albay kostenlose juristische Dienstleistungen über sein Online-Portal „Tabang Legal, True Love ni VG Grex“ sowie durch „Legal Missions with Free Consultations and Barangay Enhancement Seminars“ an. Er setzte sich auch für Jugendprogramme ein, wie die Suche nach OVG-Jugendbotschaftern, um jungen Albayanos eine Plattform für soziokulturelle Aktivitäten zu bieten und ihnen Erfahrungen in staatsbürgerlicher Bildung, Gemeindedienst, Jugendführung und sozialer Integration zu ermöglichen.
Lagman wurde bei den Wahlen am 10. Mai 2022 als Vizegouverneur von Albay wiedergewählt.

### Gouverneur von Albay (2022-gegenwärtig)
Fünf Monate nach Beginn seiner zweiten Amtszeit als Vizegouverneur musste Lagman am 1. Dezember 2022 gemäß dem Gesetz das Amt des Gouverneurs übernehmen. Der Grund dafür war die dauerhafte Vakanz des Gouverneursamtes, nachdem sein unmittelbarer Vorgänger Noel E. Rosal von der COMELEC en banc endgültig disqualifiziert wurde, da er gegen das Wahlgesetz verstoßen hatte, das ein 45-tägiges Verbot von Wahlkampfausgaben vorsieht.
In einer Erklärung unmittelbar nach seiner Vereidigung als Gouverneur sagte Lagman: „Es ist in der Tat eine Fügung des Schicksals, dass ich aufgrund des Gesetzes das Amt des Gouverneurs übernommen habe, nachdem die COMELEC en banc den ehemaligen Gouverneur Noel Rosal, an dessen Fall ich nicht beteiligt war, endgültig disqualifiziert hat. Es sollte jedoch betont werden, dass den Wählern, als ich mit einer überwältigenden Mehrheit von 463.879 Stimmen als Vizegouverneur gewählt wurde, bewusst war, dass ich nach dem Gesetz die Nachfolge als Gouverneur antreten konnte. Mein Mandat umfasste diese Möglichkeit, die nun Realität geworden ist.“
Im März 2023 stellte Lagman seine 5-Punkte-Entwicklungsagenda für Albay vor, die folgende Bereiche umfasst:
1. Verbesserung des öffentlichen Gesundheitswesens durch Modernisierung der Provinz- und Distriktkrankenhäuser, Einstellung zusätzlicher medizinischer Fachkräfte und Verbesserung der medizinischen Versorgung.
2. Gewährleistung der Nahrungsmittelsicherheit und einer angemessenen Ernährung durch Steigerung der Produktivität des land- und forstwirtschaftlichen Sektors sowie Schaffung von Nahrungsmittelzentren in Übereinstimmung mit der physischen Infrastruktur und der neuen Philippine National Railways-Bicol-Route.
3. Stärkung des sozialen Schutzes durch Lokalisierung von nationalen Gesetzen zum Schutz gefährdeter Gruppen und zur Abmilderung individueller und lebenszyklischer Risiken, einschließlich Rationalisierung von Arbeitslosenversicherungen und Programmen zur Sicherung des Lebensunterhalts und der Nahrungsmittelversorgung.
4. Entwicklung einer wettbewerbsfähigen, ökologisch nachhaltigen und sozial verantwortlichen Tourismusindustrie sowie Unterstützung von Kleinst-, Klein- und Mittelunternehmen (KKMU) im Tourismusbereich und Förderung von Initiativen zur Stärkung von Frauen und Männern, um ein integratives Wachstum in der Provinz zu gewährleisten.
5. Förderung von Dienstleistungen durch Digitalisierung durch die Einrichtung eines Büros für Informationskommunikation und Technologie (IKT).

## Auszeichnungen und Anerkennungen
Lagman erhielt drei aufeinanderfolgende Auszeichnungen als hervorragender Stadtrat von Quezon City vom Judge Feliciano Belmonte Sr. Awards Committee und vom Quezon City Press Club für seine Amtszeiten in den Jahren 2004, 2007 und 2010.
Im März 2006 wurde er von der Junior Chamber International (JCI) Philippinen bei ihrer ersten Suche als The Outstanding Councilor of the Philippines (TOCP) ausgezeichnet. Senator Edgardo J. Angara lud die Regierung von Quezon City ein, Lagman fünfhunderttausend Pesos (PHP 500.000,00) zur Verfügung zu stellen, die er für seine medizinischen, sozialen und rechtlichen Hilfsprogramme verwenden sollte.
Darüber hinaus erhielt Lagman am 17. Oktober 2013 von der San Beda University College of Law Alumni Association (SBCLAA) den Titel „Most Outstanding Alumnus in Public Service“ und am 14. Juni 2016 von der Arellano University School of Law (AUSL) den Titel „Most Outstanding Alumnus in Governance“.